# Monarca de Buru
El monarca de Buru (Symposiachrus loricatus) és un ocell de la família dels monàrquids (Monarchidae).

## Hàbitat i distribució
Habita boscos i terres de conreu de l'illa de Buru, a les Moluques meridionals.